# Leonid Roszal

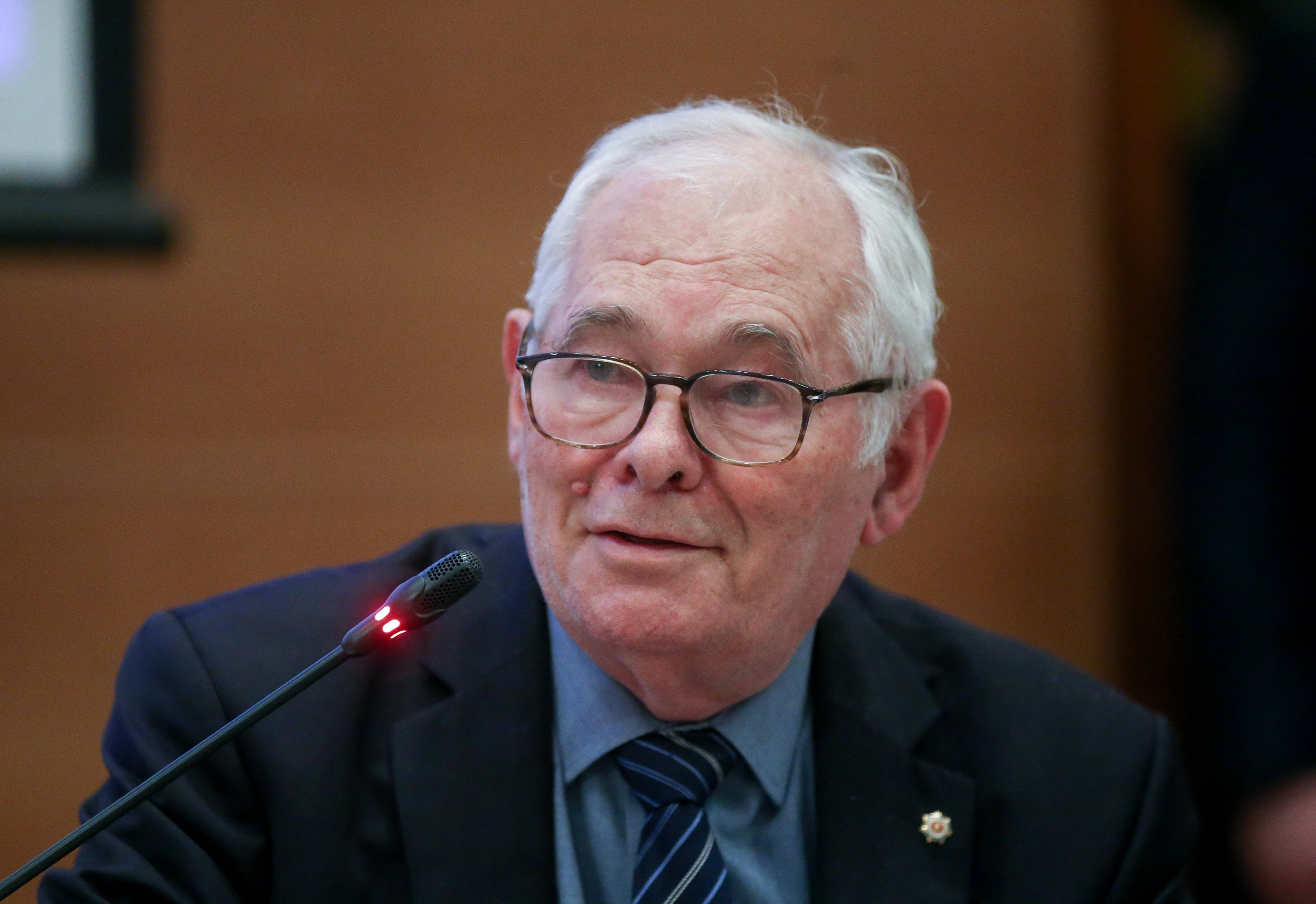
Leonid Roszal

Leonid Roszal (ur. 27 kwietnia 1933 w Liwnach) – rosyjski chirurg dziecięcy, doktor habilitowany medycyny, profesor, prezes Narodowej Izby Medycznej Rosji, dyrektor IBN Chirurgii Dziecięcej i Traumatologii, członek Izby Społecznej Federacji Rosyjskiej, Dziecięcy Lekarz Świata (1996), Rosjanin Roku, Gwiazda Europy 2005, ekspert Światowej Organizacji Zdrowia.
Był negocjatorem z terrorystami podczas ataku na Dubrowce w Moskwie i w Biesłanie.